# خط المستوى

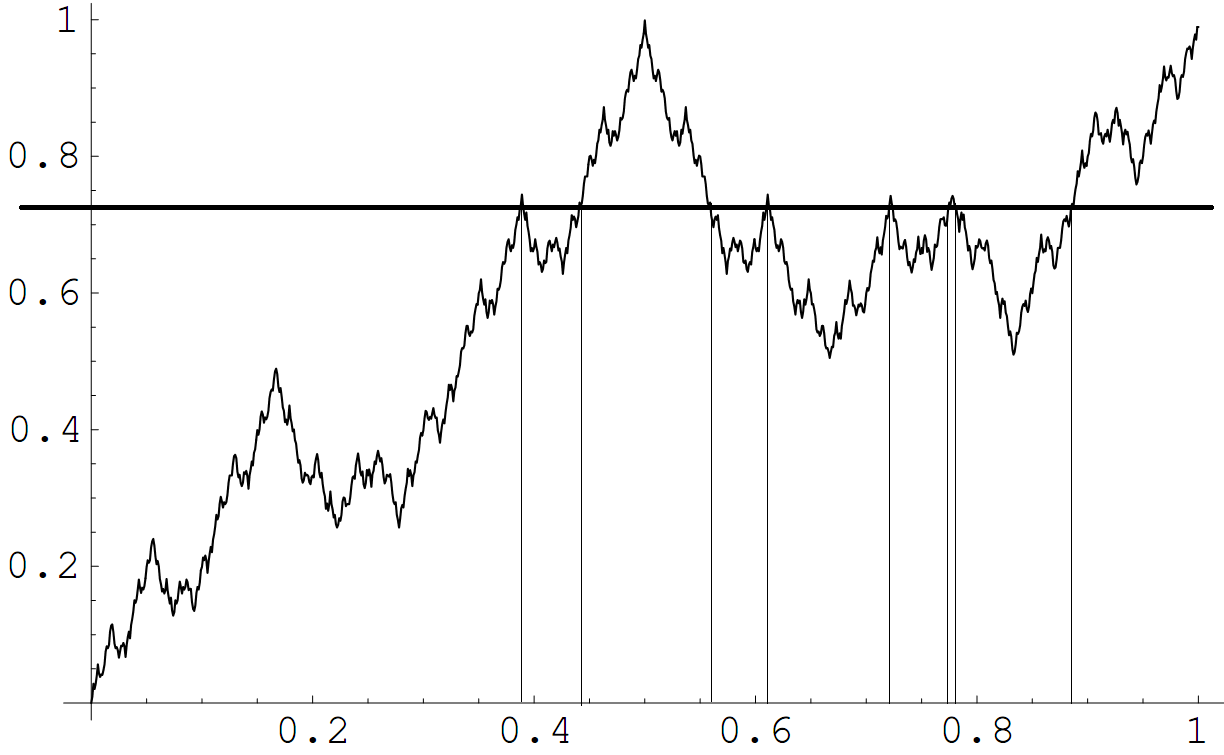

خط المستوى للدالة في الرياضيات هي المجموعة من جميع النقاط التي تكون فيها للدالة قيمة معينة.